# Partido Croata por los Derechos
El Partido Croata por los Derechos (en croata: Hrvatska stranka prava), fue un partido nacionalista croata, fundado originalmente en 1861 por Ante Starčević y Eugen Kvaternik. Prohibido junto con el resto de partidos de Yugoslavia durante la dictadura real del rey Alejandro I de Yugoslavia y más tarde durante el periodo comunista, volvió a resurgir en 1990, permaneciendo activo en la Croacia independiente.

## Orígenes

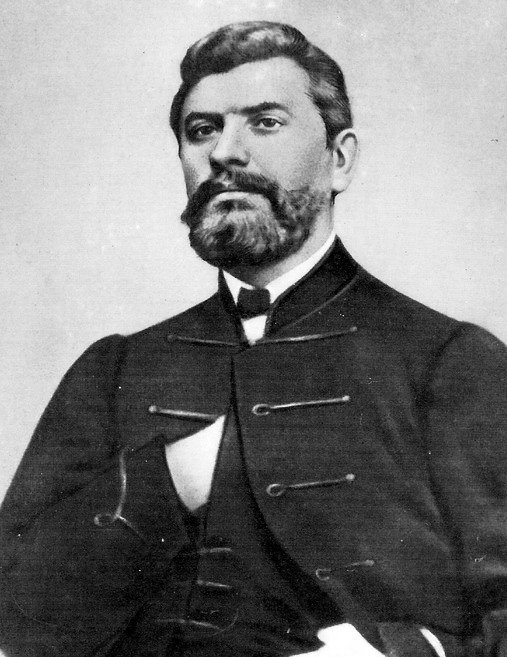
Ante Starčević, uno de los fundadores del Partido, opuesto al gobierno de Viena y defensor del nacionalismo historicista croata.

Los fundadores de la organización, Starčević y Kvaternik, sostenían una ideología nacionalista croata. Mezcla al comienzo de chovinismo croata y liberalismo, pronto el elemento liberal desapareció. La idea central de la formación era la defensa de lo que consideraba derechos históricos de Croacia a la formación de un Estado propio y la promoción de la «conciencia nacional» (nacionalista), que hizo de él uno de los principales partidos de Croacia-Eslavonia durante la segunda mitad del siglo XIX.
Para Kvaternik, Croacia se extendía de los Alpes al Drina y de Albania al Danubio. Starčević extendía aún más las fronteras croatas, admitiendo únicamente la existencia de dos pueblos eslavos del sur: croatas y búlgaros. Para este los eslovenos no eran más que «croatas de la montaña» y los serbios eran una «raza impura» de origen poco claro. Consideraba que su nombre provenía del latín servus («esclavo») y que había sido resucitado por el Gobierno ruso para dividir al pueblo croata por religión. La negación de los serbios y eslovenos en lo que Starčević y Kvaternik consideraban territorio croata se debía a su negativa a conceder a estos el derecho al establecimiento de Estados separados, ya que tenían los territorios croatas como indivisibles. Los fundadores del partido consideraban la inclusión de los territorios croatas primero en el Reino de Hungría y más tarde en el Imperio austrohúngaro meramente como una unión personal y voluntaria del Estado croata con esos entes. Pensaban que la unión no había hecho desaparecer el Estado croata. Ambos sostenían, aunque no abiertamente por el peligro de caer en el delito de traición, la aspiración a un Estado croata independiente. Los dos pilares del partido eran en esta época la obsesión con el Estado croata y la animadversión hacia los serbios.
Starčević confiaba en la absorción en la cultura croata de todos los eslavos del sur excepto los búlgaros, considerando a los serbios croatas engañados por la propaganda de los Gobiernos de Viena y San Petersburgo, y su nacionalismo un error. Kvaternik trató de establecer una iglesia ortodoxa autocéfala para lo que consideraba «croatas ortodoxos», entre los que el partido logró ciertos apoyos. En 1871 Kvaternik acaudilló un levantamiento fracasado contra el Imperio en Rakovica, zona de mayoría serbia (que él consideraba croata ortodoxa), perdiendo la vida.
Durante las últimas décadas del siglo XIX, el Partido Croata por los Derechos se convirtió en la principal oposición croata al Compromiso Austrohúngaro de 1867 y el posterior acuerdo (Nagodba) croato-magiar de 1868. Starčević avivó el sentimiento nacionalista croata entre los jóvenes intelectuales y los estudiantes no sólo en Croacia-Eslavonia donde había fundado su partido, sino también en Dalmacia, Istria o Bosnia-Hercegovina. Su postura se enfrentó principalmente al ideal yugoslavo anterior, defendido por una parte notable de la intelectualidad croata, cuyo principal figura fue el obispo Josip Juraj Strossmayer.
El partido de Starčević idealizaba el Imperio otomano como modelo que oponer al odiado Imperio austrohúngaro y no apoyó la ocupación de Bosnia y Herzegovina en 1878, a diferencia de gran parte de la población, que apoyó a los rebeldes contra las autoridades otomanas. La crisis hizo que cambiase uno de los principios del partido: el Imperio ruso pasó de ser uno de los azotes de la nación croata a convertirse en el posible liberador de la opresión de Viena. Con ello vino un cambio de actitud ante la comunidad serbia que, por primera vez, se admitió como separada. Mientras los serbios se expresasen dentro de la unidad política croata, el partido estaba dispuesto a aceptar la apelación que antes negaba. A partir de 1878, el partido vivió un periodo de reforzamiento temporal, debido en parte por los conflictos por los intentos de los sucesivos banes de aplicar ciertas medidas magiarizantes: la creación de una escuela fiscal en magiar en Zagreb en 1880, el uso de carteles en magiar en las oficinas fiscales de Zagreb en agosto de 1883, etc. Los disturbios de ese año hicieron que el emperador suspendiese la constitución en septiembre y se nombrase un nuevo gobernador, Carlos Khuen-Héderváry.

## Gobierno de Khuen-Héderváry y debilitamiento del partido

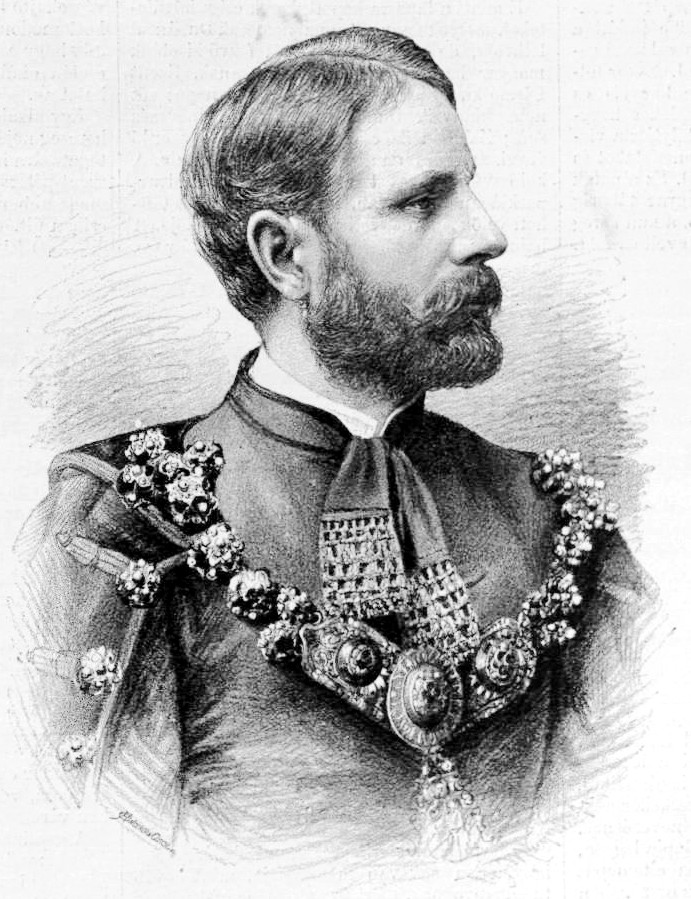
Carlos Khuen-Héderváry, ban de Croacia entre 1883-1903, hábil político que debilitó a la oposición nacionalista fomentando el enfrentamiento entre las filas de la misma y apoyándose sobre todo en los partidos serbios frente al nacionalismo croata, cuyo principal exponente era el Partido por los Derechos.

En 1883 el Gobierno de Budapest nombró ban de la provincia al político y terrateniente húngaro que lo sería durante los siguientes veinte años, marcando una nueva época y fijando el camino de sus sucesores al frente del gobierno de la región hasta la Primera Guerra Mundial: Carlos Khuen-Héderváry. Durante su largo mandato Khuen-Héderváry consiguió estabilizar la política de la región, utilizando para ello una mezcla de medidas de represión hacia la oposición y hábiles medidas que hicieron que las filas de esta se enfrentasen entre sí, apoyando fundamentalmente a las formaciones serbias frente a los nacionalistas croatas y a los yugoslavistas. Khuen-Héderváry utilizó además las medidas de coacción y restricción del censo que aplicaban los Gobiernos del Partido Liberal en Hungría. Logró así asegurar la mayoría en el Sabor para el partido favorable a Hungría, el Partido Nacional, en las elecciones de septiembre de 1884, quedando el número de diputados del Partido por los Derechos en 25.
Las sucesivas elecciones de 1887 y las celebradas tras la reforma de 1888, que menguó el sufragio hasta el 2% de la población, debilitaron aún más a la oposición al ban, incluyendo al Partido por los Derechos, que fue moderando su oposición a finales de la década y comienzos de la siguiente.
La pérdida de esperanza en un enfrentamiento entre Viena y Budapest o de una intervención rusa hizo que el partido comenzase a favorecer una solución dentro del marco imperial, acercándose a los partidarios yugoslavistas de Strossmayer. Este y Starčević se reunieron en 1892 para definir y programa común, adoptado en 1894, aunque ambos partidos no se fusionaron. Este programa abogaba la unión de los territorios de población croata, bien como una autonomía de Hungría, bien como una nueva unidad en la estructura estatal imperial. A comienzos de la década, los intentos de crear un partido de masas hizo que comenzasen a surgir divisiones en el partido: tanto en las regiones costeras como en Bosnia-Herzegovina, los seguidores del partido, preocupados por las ambiciones de los nacionalismos italiano y serbio, les hicieron decantarse por la nueva corriente yugoslavista de la formación.

## Cambio de rumbo: acercamiento a Viena y división
Hacia finales de la década, con Starčević enfermo y sin intervenir casi ya en la dirección del partido, se extendió la creencia de un posible entendimiento con la corte imperial de Viena que sirviese de contrapeso a las políticas del ban. Esta nueva orientación, totalmente contrapuesta a la visión original antiaustriaca de Starčević, tenía al nuevo dirigente del partido Josip Frank como máximo exponente.
Frank, abogado y financiero de éxito, judío converso y hábil intrigante que logró desplazar a la vieja guardia del partido del control de este, conjugó un verbo nacionalista acerado con una permanente lealtad a la dinastía reinante, ganándose numerosos partidarios. Defendió la necesidad de negociar con Viena el establecimiento de una tercera unidad administrativa en el Imperio centrada en Croacia, que abarcase a los eslavos del sur. Para la corte, según los partidarios de Frank, esta unidad serviría de apoyo frente a las pretensiones nacionalistas húngaras y el irredentismo serbio. Esta nueva postura del partido conllevó una oposición mayor a Budapest que a Viena, y una nueva ola de hostilidad a los serbios de Croacia, acusados de meros agentes del gobierno de Belgrado, lo que hizo empeorar las relaciones serbo-croatas en el territorio.
Las políticas de magiarización del gobernador y el escaso éxito de la nueva orientación del partido hizo, no obstante, que parte de la joven intelectualidad buscase nuevos modelos y comenzase a considerar el enfrentamiento entre croatas y serbios como favorable sólo a los intereses de Viena y Budapest. Estos jóvenes comenzaron a cuestionar la política basada en los derechos históricos a un estado defendido por el partido de Starčević y Frank y ver como más atractiva la doctrina a la vez nacionalista y liberal del moravo Tomáš Masaryk, que defendía el derecho innato de las naciones a la autodeterminación, independientemente de su historia anterior. Estos jóvenes formaron lo que se llamó la Juventud Progresista, participando activamente en la política de finales de siglo como ente separado del Partido por los Derechos.
En 1895 este se dividió en dos, apareciendo una nueva formación, el Partido Puro por los Derechos (en croata: Čista Stranka Prava), que agrupaba a los partidarios de Frank (llamados a menudo frankovci). Esta escisión, respaldada por el fundador, contenía a los elementos más radicales del antiguo partido y sostenía en antiguo programa opuesto a la coalición con otras formaciones. El resto del antiguo partido, reunido en torno a la publicación «Patria Croata» (en croata: Hrvatska domovina), comenzó a alentar la cooperación con los serbios de la región, al contrario que la nueva formación de Frank y, en 1903, se unió con los restos de los partidarios de Strossmayer, pasando a defender la unidad de los eslavos del sur. La Juventud Progresista alentó esta fracción del partido en Croacia-Eslavonia, mientras que en Dalmacia los nuevos políticos como Ante Trumbić o Frano Supilo también defendían la idea de la unidad de los eslavos del sur, dejando de lado el énfasis de Starčević en los derechos históricos croatas. La deriva yugoslavista de Starčević y la oposición a esta de aquellos opuestos a un entendimiento con los serbios y favorables a la colaboración con Viena había dividido al partido.

### Evolución paralela en Dalmacia
Mientras, en Dalmacia, territorio separado y perteneciente a Cisleitania a diferencia de Croacia-Eslavonia, 
Ante Trumbić y Frano Supilo creaban un Partido por los Derechos en 1894 que se oponía al partido gobernante en el territorio y defendía la unión con Croacia-Eslavonia, mientras que los elementos más conservadores y clericales formaban un Partido Puro por los Derechos en 1898, escindiéndose del primero. El Partido de Trumbić y Supilo fue acercándose al gubernamental Partido Nacional mientras este se volvía más yugoslavo, pasando a defender un entendimiento con los partidos serbios. En las elecciones de 1901 el Partido de los Derechos se convirtió en la segunda fuerza política de la provincia.
En 1905 el Partido Nacional y el de los Derechos se unieron para formar el Partido Croata de Dalmacia. El nuevo partido defendía el acuerdo con el nuevo Gobierno de Budapest contra el Gobierno imperial de Viena, que trataba de imponer en la región medidas germanizantes y se negaba a contemplar la unión de Dalmacia con Croacia-Eslavonia.

### Declaración de Rijeka y Coalición Croato-serbia
En 1903 los partidarios de Strossmayer y los de Starčević se unieron.
El partido, junto con todos los de oposición a excepción de los miembros del Partido Puro, adoptó los principios de la Declaración de Rijeka de 1905, defendiendo un acercamiento al nuevo Gobierno húngaro de la Coalición que había derrotado al tradicional partido del gobierno, el Liberal, esperando equivocadamente que sería más comprensivo con el nacionalismo croata. Los partidos serbios, conscientes del deterioro de las relaciones de Serbia con el Imperio, se avinieron a formar una alianza con los partidos de oposición croata en diciembre (de nuevo, salvo los frankovci, el Partido Campesino Croata y los clericales del Hrvtasko), creándose la Coalición croato-serbia.

## Nueva formación, reunificación y ruptura
Mientras la principal facción del partido original se unía a la Coalición, que llegó a un acuerdo con el nuevo Gobierno magiar y recibió su respaldo para triunfar en las elecciones de 1906 y pasar a formar Gobierno, la fracción menos clerical y antiserbia del Partido Puro se escindió en 1908 para crear el «Partido por los Derechos de Starčević» en 1908, quedando cuartos en las elecciones de 1910, por detrás del Partido Puro. Las dos formaciones volvieron a cooperar al año siguiente: presentaron una petición en enero de 1912 al emperador Francisco José y al heredero, archiduque Francisco Fernando de Austria en la que solicitaban la unión de los territorios croatas (según estos partidos: Croacia-Eslavonia, Istria, Bosnia-Hercegovina y Dalmacia) en una tercera entidad imperial. A continuación buscaron la cooperación del clerical Partido Popular Esloveno, defendiendo juntos en el Reichsrat lo que se conoció como «trialismo», la división del Imperio en tres unidades administrativas, una de ellas que aglutinase a los eslavos de sur del Imperio, aunque la alianza no descartaba la transformación de este en una federación.
En marzo de 1913, las fracciones de Frank y del sobrino de Starčević, Mile Starčević, se separaron definitivamente por la actitud antiserbia de la primera. La de Mile abogaba por la igualdad de derechos de serbios y croatas y por la oposición al control tanto de Viena como de Budapest, a diferencia de la primera formación, que no reconocía a los serbios de Croacia y se apoyaba en el Gobierno de Viena y en los socialcristianos frente a Budapest. La formación del joven Starčević ganó en influencia. Esta se extendió por sus vínculos con formaciones afines en la Dalmacia cisletana y entre los clericales eslovenos.

## Guerra Mundial
Durante la guerra mundial, el partido, junto con algunos diputados serbios, disidentes de la Coalición croato-serbia, respaldó la Declaración de Mayo que reclamaba la unión de los eslavos del sur del Imperio en una nueva unidad administrativa, a diferencia de los frankovci, que la rechazaron, y del silencio oficial de la Coalición, que temía la reacción del Gobierno de Budapest. Su alianza en el parlamento cisteitano con los clericales eslovenos fue dando paso a un acuerdo mayor que integró a la mayoría de los diputados eslavos del sur del Imperio, pasando a llamarse «Grupo Yugoslavo» (en croata: Jugoslavenski klub).
Con el deterioro de la situación militar y social a comienzos de 1918 el Partido, junto con los socialdemócratas y poco después los Campesinos, pasó a defender la independencia de los territorios mayoritariamente eslavos del sur del Imperio. La formación, dirigida por el dentista Ante Pavelić (1869) tras la muerte de Mile, fue muy favorable a creación de un nuevo país yugoslavo, cooperando estrechamente con el Comité Yugoslavo. El partido defendía la unión con Serbia como la mejor solución para unir los territorios considerados croatas y mantener la autonomía política.
En el Gobierno de la Junta Nacional formada a finales de la guerra, Pavelić fue vicepresidente y encabezó la delegación que viajó a Belgrado a consumar la unión con Serbia en el nuevo Estado yugoslavo (llamado entonces Reino de los Serbios, Croatas y Eslovenos).

## En Yugoslavia
Tras la formación del nuevo Estado eslavo y la reforma del censo electoral, el Partido Campesino Croata de Stjepan Radić, antes insignificante por el escaso censo que dejaba fuera de la política a la mayoría de la población, campesina, devino el principal partido de la región, quedando el Partido de los Derechos, especialmente su facción «frankista», reducido a una formación marginal, contraria al nuevo Estado. Su escaso apoyo provenía de la pequeña burguesía de las escasas ciudades y de los intelectuales nacionalistas croatas.
La importancia de la formación —en su variante frankovci— se debió a ser el origen de un nuevo movimiento ultranacionalista radical, opuesto a lo que consideraba tibieza del partido de Radić y dispuesto a enfrentarse por la fuerza al gobierno de Belgrado: los ustacha.